# Reggie Pridmore
Reginald George "Reggie" Pridmore (født 29. april 1886, død 13. marts 1918) var en engelsk cricket-, rugby- og hockeyspiller, som deltog i OL 1908 i London.
Pridmore var en glimrende boldspiller, der gjorde sig bemærket i flere sportsgrene. I hockey spillede han venstre innerwing for Coventry og opnåede 19 landskampe for England i perioden 1908-1913. I cricket spillede han for Warwickshire og lidt for Hertfordshire.
Ved OL 1908 stillede Storbritannien med flere hockeyhold, og Pridmore spillede for England, der først vandt 10-1 over Frankrig, derpå 6-1 over Skotland i semifinalen, inden holdet i finalen besejrede Irland med 8-1. Pridmore var Englands store spiller, der scorede fire mål i første kamp og tre i hver af de to øvrige. Hans ti mål var næsten lige så mange som de øvrige hold scorede i alt (11).
Han arbejdede som børsmægler, men var under 1. verdenskrig major ved artilleriet. Han gjorde en god indsats i slaget ved Somme, hvor han vandt sig et Military Cross. Han blev senere dræbt i kamp i Italien.